# Колібрі тонкохвостий
Колі́брі тонкохвостий (Microstilbon burmeisteri) — вид серпокрильцеподібних птахів родини колібрієвих (Trochilidae). Мешкає в Болівії і Аргентині. Вид названий на честь німецько-аргентинського натураліста Германа Бурмайстера. Це єдиний представник монотипового роду Тонкохвостий колібрі (Microstilbon).

## Опис

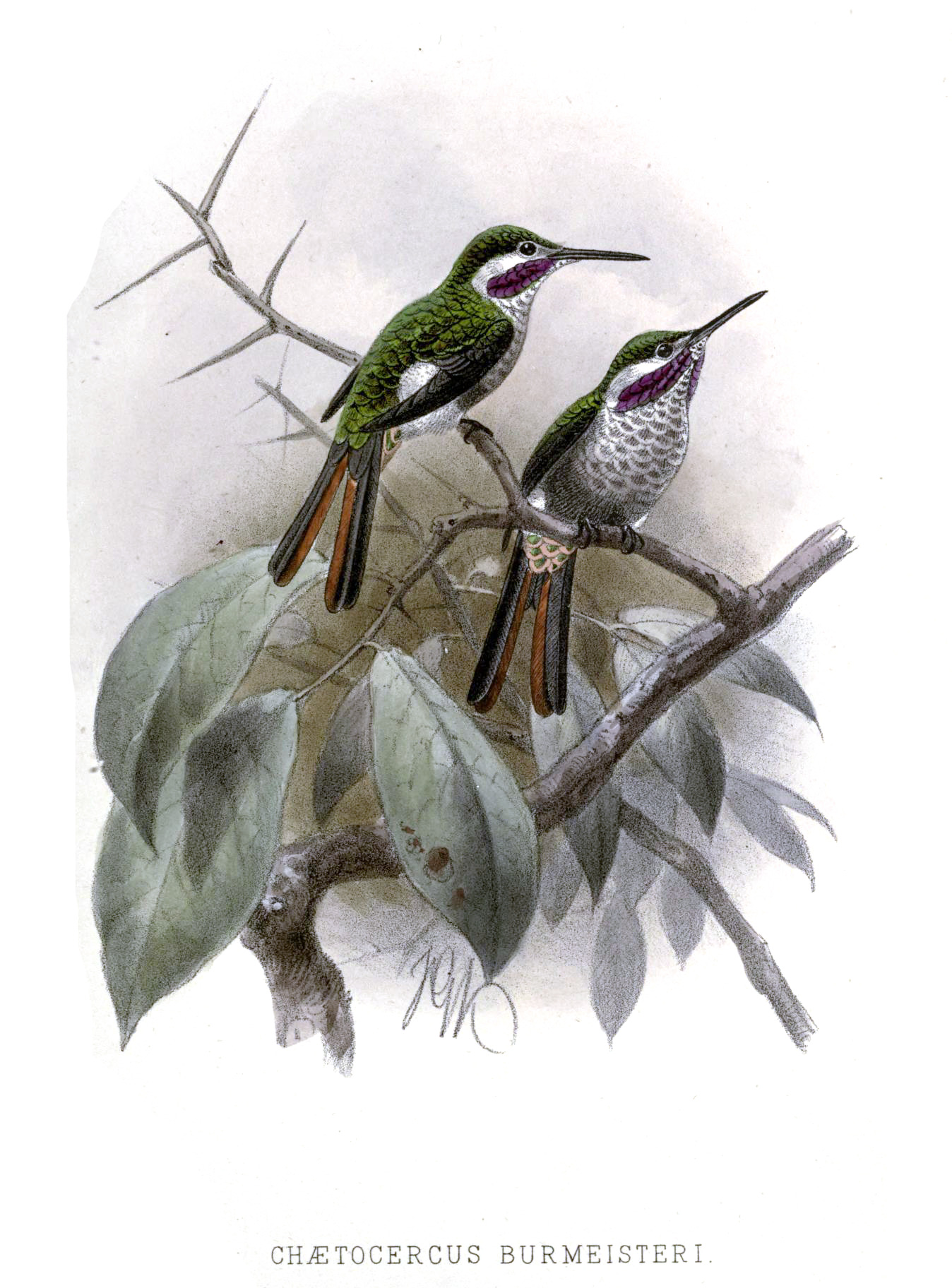
Тонкохвостий колібрі

Довжина птаха становить 7-9 см, вага 2-3 г. Виду притаманний статевий диморфізм. У самців голова і верхня частина тіла яскраво-зелені, горло зелене, нижня частина тіла білувата, груди поцятковані білими плямами. Під дзьобом довгі, широкі червонувато-фіолетові "вуса" з райдужним відблиском. Гузка коричнева. Хвіст вузький, чорний, крайні стернові пера видовжені. У самиць нижня частина коричнювато-охриста, "вуса" у ниж відсутні, щоки темні. Центральні стернові пера у самиць зелені, решта коричневі з чорною смугою на кінці.

## Поширення і екологія
Тонкохвості колібрі мешкають на східних схилах Анд в Болівії (на південь від Кочабамби) і в Аргентині (на південь до Катамарки, іноді до гір Сьєррас-де-Кордова). Вони живуть в сухих, колючих чагарникових заростях та в сухих тропічних лісах, на висоті від 1600 до 2600 м над рівнем моря. Живляться нектаром квітів  епіфітів, а також комахами. Гніздо чашоподібне, робиться з рослинних волокон і лишайників, прикріпляється до гілки дерева за допомогою паутиння.